# Distintivo di distruttore di carri
Il Distintivo di distruttore di carri (tedesco: Panzervernichtungsabzeichen) fu un'onorificenza consegnata dalla Germania durante la seconda guerra mondiale.

## Storia
A seguito dell'invasione da parte della Germania dell'Unione Sovietica il 22 giugno 1941, un numero sempre crescente di carri sovietici veniva posto fuori combattimento dalla normale fanteria senza il sostegno di cannoni anticarro. Come riconoscimento a questa azione, ai soldati veniva conferito come decorazione il Distintivo d'assalto generale, creato dall'Oberkommando des Heeres il 1º giugno 1940.
Successivamente l'OKH decise di creare una decorazione a sé stante per riconoscere questo gesto di grande coraggio. Così il 9 marzo 1942 fu creato il Distintivo di distruttore di carri argentato, che rappresentava un carro o veicolo corazzato avversario messo fuori combattimento. Con l'intensificarsi della guerra, l'assegnazione multipla di questo distintivo diventò molto comune; così, il 18 dicembre 1943, l'Alto Comando dell'Esercito stabilì la creazione di una nuova forma di distintivo dorato, da assegnarsi ad ogni cinque distruzioni avvenute con l'ausilio di armi anticarro leggere (fucili anticarro, cariche d'esplosivo, bombe a mano, granate a carica cava magnetiche, Panzerfaust e Panzerschreck).
Il distintivo fu reso retroattivo al 22 giugno 1941, la data dell'operazione Barbarossa. In totale, nel corso del secondo conflitto mondiale, vennero attribuiti 421 distintivi dorati e circa 18.500 distintivi argentati.

## Versioni
Il riconoscimento aveva due forme:

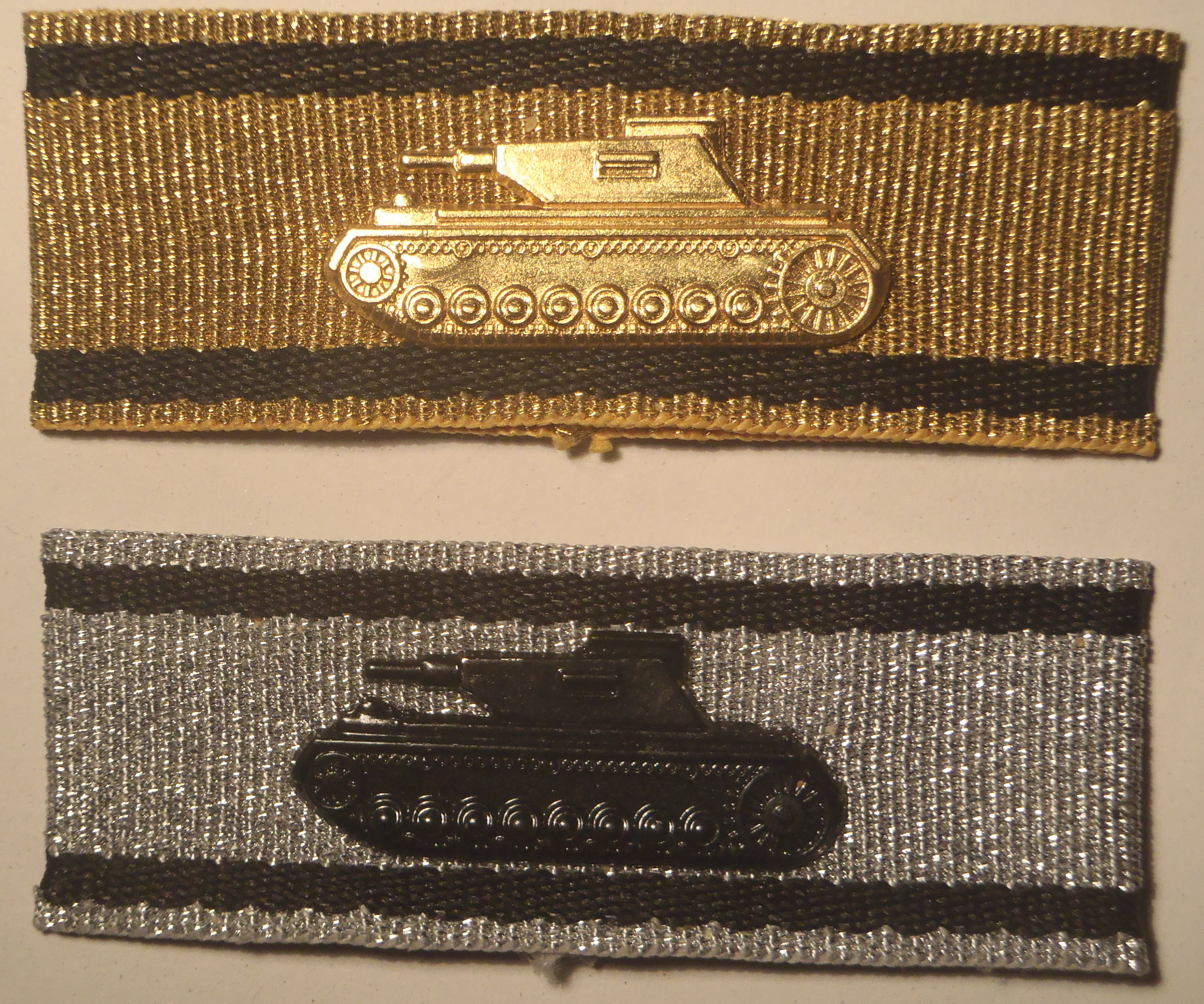
Distintivo di distruzione di carri dorato e argentato

- Distintivo di distruttore di carri argentato: consegnato per ogni carro armato o veicolo corazzato da combattimento nemico distrutto con le armi anticarro da fanteria;
- Distintivo di distruttore di carri dorato: consegnato quando raggiunto il numero di cinque veicoli corazzati nemici distrutti con le armi anticarro da fanteria. Alcune volte, sulla linea del fronte, questa norma non veniva rispettata ed era possibile che un militare portasse cinque distintivi argentati invece che uno dorato.[7]

### Descrizione
La prima versione era composta da una banda color argento rigida di tessuto, larga tra i 31 e i 33 mm e lunga tra gli 88 e i 90 mm. Al centro di questa banda era presente in forma stilizzata il profilo del carro medio tedesco Panzer IV in metallo. Alto 18 mm e lungo 43, il carro era assicurato da tre rebbi ad una sottile lastra metallica all'interno della banda di tessuto e la sua colorazione variava tra il bronzo, il grigio-acciaio ed il nero chiaro. Parallele ai bordi della banda, erano presenti due strisce nere larghe 3 mm di tessuto.
La seconda versione era identica alla prima, tranne che per il colore della banda (dorata) e per quello del carro (argentato).
I distintivi, di norma, si dovevano portare sulla parte superiore della manica destra dell'uniforme, uno sopra di all'altro.

## Insigniti degni di nota

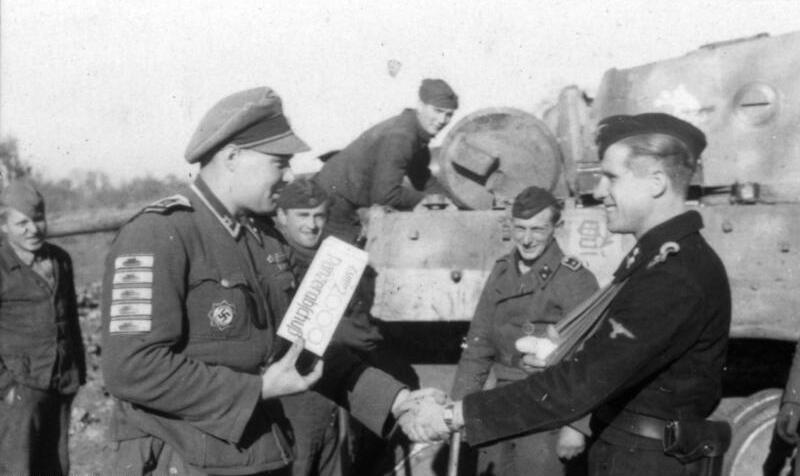
novembre 1943 - Unione Sovietica: Adolf Peichl, della Divisione "Das Reich", con i suoi cinque distintivi: uno dorato e quattro argentati.

| Nome                | Corazzati distrutti |
| Hans Hirning        | 1                   |
| ------------------- | ------------------- |
| Günther Viezenz     | 21                  |
| Friedrich Anding    | 18                  |
| Adolf Peichl        | 11                  |
| Georg Nietert       | 5                   |
| Oskar Wolkerstorfer | 4                   |
| Franz Bäke          | 3                   |
| Hans Dorr           | 2                   |
| Ernst-Günther Baade | 1                   |
| Joachim Peiper      | 1                   |